# Milestones (film fra 1916)
Milestones er en britisk stumfilm fra 1916 af Thomas Bentley.

## Medvirkende
- Isobel Elsom som Lady Monkhurst.
- Owen Nares som Lord Monkhurst.
- Campbell Gullan som Sir John Rhead.
- Minna Grey som Gertrude Rhead
- Mary Lincoln som Rose Sibley